# Selección de fútbol de Bolivia
La selección de fútbol de Bolivia es el equipo representativo de Bolivia en las competiciones oficiales de fútbol. Su organización está a cargo de la Federación Boliviana de Fútbol, cuya fundación data del 12 de septiembre de 1925 (hace 99 años). Está afiliada a la FIFA desde 1926 y es uno de los miembros de la Conmebol desde 1926. Jugó su primer partido el 12 de octubre de 1926 en Santiago, Chile, correspondiente al Campeonato Sudamericano de 1926.
La selección boliviana ha participado en 3 ocasiones en la Copa Mundial de Fútbol (1930, 1950 y 1994). En el Mundial de 1930, participó en calidad de invitado, en 1950 logró clasificarse después del retiro de Argentina y Perú de las eliminatorias, y en la edición de 1994 se clasificó jugando las eliminatorias correspondientes, con Xabier Azkargorta como director técnico.
Bolivia participó veintiséis veces en la Copa América, donde se consagró campeona ganando la edición de 1963, siendo este título su mayor logro internacional. También fue subcampeón en la edición de 1997, con este hecho logró clasificarse por primera y única vez para la Copa FIFA Confederaciones en la edición de 1999.
En cuanto a seleccionados juveniles, Bolivia ganó el Campeonato Sudamericano Sub-17 de 1986 y ha logrado clasificar para las copas mundiales sub-17 de las ediciones 1985 y 1987. Se destacan además el 4.º lugar en los Sudamericanos Sub-20 de 1981 y 1983, y también en los Juegos Panamericanos de 2007. En 2010, la selección sub-15 consiguió la medalla de oro en los Juegos Olímpicos de la Juventud tras vencer a Haití en la final.

## Historia

### Algunos logros significativos
Sus mayores éxitos fueron en las ediciones de 1963 y 1997 de la Copa América, en la que terminó como campeón y subcampeón respectivamente.

### Inicios
Dos años después de la creación de la Asociación de Fútbol de La Paz, en 1914, se disputó el primer torneo sudamericano que contó con la presencia de cuatro países: Argentina, Brasil, Chile y Uruguay.
El nacimiento en 1925 de la Federación Boliviana de Fútbol (FBF), permitió la organización del primer Campeonato Nacional y posibilitó el debut boliviano en la Copa América. Este primer campeonato (1926) fue la base para organizar la selección nacional, el equipo boliviano que se conformó una vez que Bolivia decidió participar en el décimo Campeonato Sudamericano a realizarse ese año de 1926 en Santiago de Chile.

### Primeras participaciones en el Campeonato Sudamericano
Bolivia (entonces con casaca blanca) fue el sexto país en intervenir en el Sudamericano después de Argentina, Brasil, Chile, Paraguay y Uruguay. El torneo se inauguró el 12 de octubre de 1926, precisamente con el partido Chile-Bolivia. Ese encuentro es histórico porque fue el primer partido internacional que jugó la selección.
En la previa, se intuía un fácil triunfo chileno; sin embargo, cuando Teófilo Aguilar abrió el marcador para Bolivia en el minuto 10 del partido fue una sorpresa, peor aún cuando poco después la estrella boliviana Mario Alborta anotaba el segundo que fue anulado por el árbitro por fuera de juego. A pesar de esto, el sueño duró algo más de quince minutos. El partido terminó 7 a 1 a favor de Chile.
La historia de este Sudamericano fue para Bolivia una historia de goleadas. Le tocó en sucesión soportar un 5 a 0 de Argentina, un 6 a 1 de Paraguay y un 6 a 0 de Uruguay. El famoso derecho de piso se había pagado sobradamente en Chile, en un campeonato que ganó Uruguay seguido por el dueño de casa.
En ese campeonato, el delegado Jorge Vargas obtuvo por unanimidad la afiliación de la joven FBF a la Confederación Sudamericana de Fútbol (Conmebol). Para hacerse ver en el país, los seleccionados jugaron contra el representativo de Oruro en la Ciudad del Pagador y ganaron por 4 a 0. Fue tan importante esa presencia en Chile, que la La Paz Football Assotiation (LPFA) suspendió el campeonato de 1926.
En 1927 por primera vez se presentaba Perú en un Sudamericano y en calidad de anfitrión. Para ese campeonato, la selección boliviana presentó un equipo que era prácticamente el mismo de un año atrás.
Sus dos primeras presentaciones fueron duras derrotas contra Argentina (7-1) y Uruguay (9-0). Cerraría ante el seleccionado anfitrión, en un partido en el que a pesar de haber sido también una derrota fue su mejor actuación. En el minuto 16, Bolivia ganaba por 2 a 0 con goles hechos en menos de 2 minutos por Bustamante. A Perú le costó el empate. Montellanos en el minuto 42 del primer tiempo, cuando el encuentro andaba 2 a 2 anotó el tercer y definitivo gol para los peruanos, siendo al final un resultado muy ajustado y el primer buen partido de la selección en su historia.

### 1945-1947

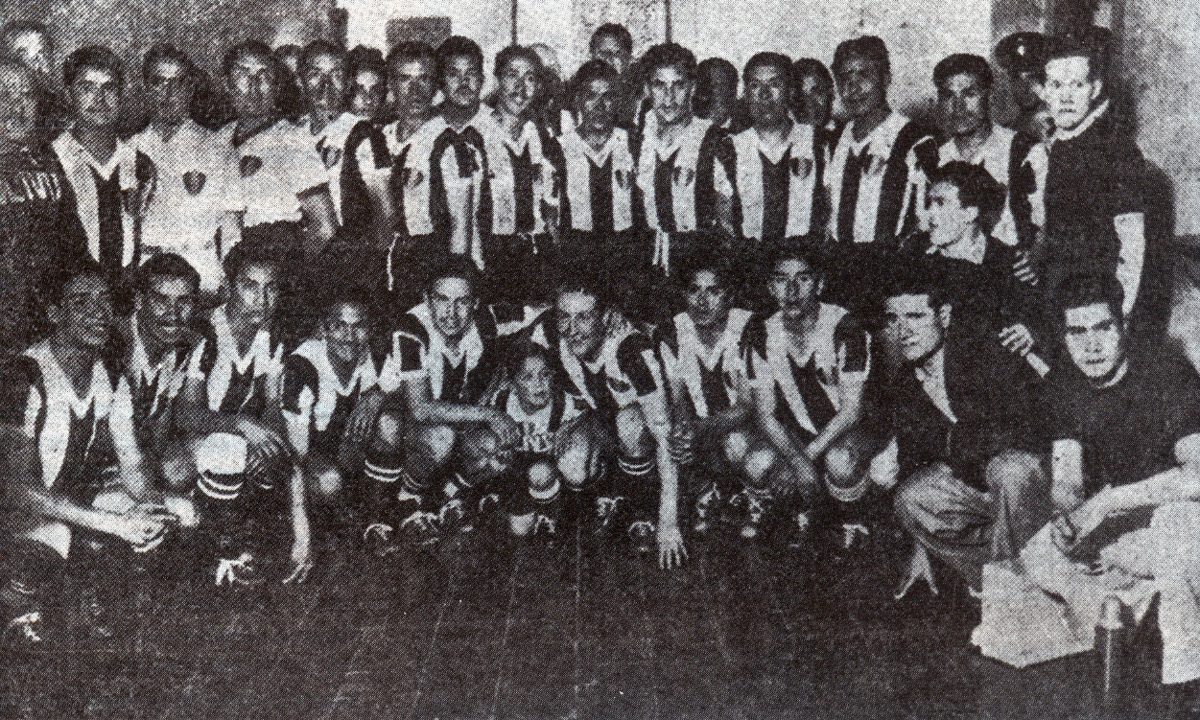
La selección de Bolivia durante el Campeonato Sudamericano de 1946 celebrado en Argentina.

Pasaron dieciocho años y seis sudamericanos antes de que Bolivia volviera al torneo, fue en la edición 1945. En aquel certamen, Bolivia lograría sus primeros puntos en un Sudamericano, fueron frente a Ecuador, en un empate sin goles. Sumaría otro empate ante la debutante Colombia con una igualdad a tres tantos. Al final, se ubicaría en el sexto lugar, superando a los ecuatorianos en la tabla general. 
En enero de 1946, casi con el mismo equipo de año anterior, aunque con algunas figuras nuevas como José Bustamante, considerado como uno de los mejores defensas que ha tenido Bolivia, o el mediocampista Leonardo Ferrel, Bolivia debutó en la cancha de San Lorenzo con estadio lleno frente a Brasil. Siendo triunfo para los brasileños por 3 a 0. Sus demás juegos no serían tan alentadores, perdería con Argentina por 7 a 1 (Peredo hizo el único tanto boliviano), con Paraguay por 4 a 2, con Uruguay 5 a 0 y Chile 4 a 1.
Para 1947, el equipo boliviano que dirigía Diógenes Lara (jugador de la selección entre 1926 y 1930) tenía a Víctor Agustín Ugarte, quien solamente cinco meses después de su debut hacia su presentación internacional vistiendo la casaquilla blanca de Bolivia en el Sudamericano que se jugó en Guayaquil. Al igual que en la edición de 1945, Bolivia conseguiría de nuevo empatar ante Ecuador y Colombia, esta vez los marcadores fueron 2-2 y 0-0 respectivamente. A raíz de estos empates, el equipo boliviano se ubicaría en el 7.º lugar, superando en esta ocasión a Colombia por diferencia de gol.

### Brasil 1949: primeros triunfos oficiales
Para esta edición, los bolivianos sin muchas ilusiones viajaron a São Paulo, sede de su primer partido. No obstante, su debut el 6 de abril contra Chile sería marcado como la fecha de su primera victoria oficial. El primer tiempo terminó 2 a 0 en contra, pero llegó Ugarte, que en el minuto 14 del segundo tiempo descontó y anotó a la vez su primer gol con la selección, empató Godoy a 13 minutos del final. Gutiérrez selló el triunfo histórico de la selección boliviana. Fue el primer partido que ganó Bolivia en un Sudamericano y el comienzo de una campaña excepcional. Dirigió ese notable equipo Félix Deheza.
A pesar de haber perdido por un estrepitoso 10 a 1 contra Brasil en el segundo partido, como si nada hubiese pasado, Bolivia viajó a Río de Janeiro y, con relativa tranquilidad, consiguió su segunda victoria superando a Uruguay por 3 a 2, siendo su primera victoria ante un campeón mundial y un año antes de que los charrúas ganarían allí mismo el Mundial de 1950. Era la mejor actuación de una selección boliviana hasta ese momento. Por si fuera poco, Bolivia obtendría su tercer triunfo de la competición, en esta ocasión su víctima sería Ecuador, ganando por 2 a 0 con goles de Sánchez (en contra) y Ugarte, que era ya la máxima estrella boliviana. Luego de esto, en Santos, sería derrotado por Perú por 3 a 0 y Paraguay por 7 a 0. Pero, en la despedida, los bolivianos golearían a Colombia por 4 a 0 en Río.
Bolivia obtuvo el cuarto lugar (la mejor ubicación después del 63 y el 97). Ya entonces la emoción futbolera apasionaba multitudes. El partido con Chile fue seguido por centenares de aficionados que se apostaron en el prado para escuchar por parlantes la transmisión del partido y celebraron los goles ruidosamente. Días después de la exitosa campaña en el Brasil, los jugadores llegaron a la estación central de trenes de La Paz, donde fueron recibidos por una multitud como héroes y llevados en andas hasta la plaza Murillo. El presidente Hertzog, por su parte, envío sendos cables de felicitación a los jugadores durante el campeonato.

### Perú 1953
A pesar de haber ocupado el penúltimo lugar en ese campeonato, un episodio del torneo es quizás el mejor recuerdo que tienen los hinchas de Bolivia de su selección después de los galardones obtenidos en 1963 y 1997, y es el «campanazo» dado por Bolivia en el partido inaugural del torneo, que coincidía con la inauguración del Estadio Nacional de Lima.
Perú escogió a Bolivia como su rival inaugural, considerado junto con Ecuador el equipo más débil del campeonato. El equipo boliviano tenía algunas variantes en relación con el de 1949. Era el 22 de febrero en partido nocturno. Bolivia se defendió de los concurrentes ataques de los peruanos, todo hacía presumir un empate. Hasta que en el minuto 41 del segundo tiempo, el genio del Maestro permitió el milagro. Víctor Ugarte anotó ante un estadio mudo tras un servicio de córner en medio de una maraña de jugadores albirrojos. Bolivia ganó sin vuelta.
Muy a su pesar, los limeños tuvieron que leer una placa de bronce a la entrada del Nacional que recuerda que el boliviano Víctor Agustín Ugarte hizo el primer gol en ese campo de juego. Durante muchos años, una placa de bronce en la fachada del campo recordaba el gol del jugador boliviano. El Estadio Nacional fue completamente remodelado en 2012 y, en consecuencia, la placa conmemorativa desapareció.

### La hazaña de 1963: anfitrión y campeón del torneo
La vieja ilusión de ser sede de un Campeonato Sudamericano frustrada en 1930 por la suspensión temporal de esos torneos cuando Bolivia había sido designada (y había construido el estadio Hernando Siles precisamente para inaugurarlo en el Sudamericano), se hizo por fin realidad en el Congreso de la Conmebol en Barranquilla que en mayo de 1961 aprobó a Bolivia como sede del XXI Torneo Continental (que contando los extraordinarios era el XXVIII). A partir de entonces dirigentes como Roberto Prada y Eduardo Sáenz García comenzaron a trabajar intensamente en la preparación del evento. Prada en particular, fue un gestor fundamental del más importante logro del fútbol boliviano en la historia. Comenzó por la remodelación (la última que se hizo) del estadio Hernando Siles (demolido en 1975 y reconstruido en 1977), la adecuación del estadio Félix Capriles y siguió con la preparación del seleccionado.
Todo comenzó a mediados del año 1962, cuando el técnico Vicente Arraya decidió llamar a jugadores en dos preseleccionados que conformarían la base para disputar el torneo del año que viene; esa convocatoria estaba compuesta principalmente por jugadores de clubes de la ciudad de La Paz, de la ciudad de Cochabamba y de otras regiones, principalmente centros mineros. En ambas ciudades se jugó con la selección de Paraguay por la Copa Paz del Chaco con resultados favorables en la ida. En Cochabamba, el 10 de agosto, Bolivia venció por 3-1, mientras que en La Paz, el día 12 de agosto, se volvió a ganar por 3-2. A pesar de los buenos resultados, los directivos de la FBF asumieron que Arraya no tenía nada que aportar al equipo, que no tenía el perfil para hacer una buena representación en el Sudamericano y potenciar a los jugadores. Comenzando el año 1963, la FBF contrata al exjugador brasileño Danilo Alvim para encarar la Copa América que se celebraría; el público no esperaba que Bolivia ganara el campeonato, sino que la máxima aspiración de la selección era lograr un papel decente por ser locales.
Se esperaba a Brasil, que un año antes había logrado el bicampeonato mundial; a la Argentina, y Uruguay, tradicionalmente los más poderosos equipos del continente. Sin embargo, Uruguay declinó venir (solamente faltó a dos campeonatos: este y el de 1925 en Argentina), Argentina envió un equipo juvenil y Brasil presentó una escuadra menor comparativamente al gran equipo del 62, se trataba de un campeón estadual sobre la base de la selección de Minas Gerais campeona del torneo interestatal de 1962. La selección chilena no asistió por problemas políticos suscitados entre ambos países por las aguas del río Lauca surgido en 1962, lo que privó al torneo de los cracs chilenos como Leonel Sánchez (Inter de Milán, Italia), Jaime Ramírez (River Plate, Argentina) y Jorge Toro (Sampdoria, Italia).
El 10 de marzo, comenzó la carrera en La Paz. Bolivia abrió su campaña frente a Ecuador. Fue un partido difícil y que parecía traer malos presagios. el equipo ecuatoriano era en los papeles uno de los rivales más débiles de la competencia, el triunfo se daba por descontado. Pero no ocurrió. El empate a cuatro goles con el menos armado de los siete equipos participantes fue muy sufrido y mostró a un seleccionado dubitante al principio. Aunque decidido a pelear hasta la última pelota. El resultado fue un susto y un llamado de atención que los bolivianos supieron escuchar. Pero, tras el partido, la afición daba por obvio que ganar el título era una quimera y que con suerte podríamos lograr un papel decoroso.
El segundo juego se dio en Cochabamba contra la selección de Colombia el 17 de marzo, en un partido totalmente defensivo, la selección altiplánica terminó ganando por el marcador de 2-1 con goles de Máximo Alcócer.
Su siguiente rival fue la selección peruana, que en la previa era superior al combinado nacional; este partido se jugó el 21 de marzo en La Paz y el resultado una victoria sufrida por 3 a 2.
Con la selección de Paraguay (que terminó siendo el subcampeón del torneo), se jugó el día el 24 de marzo en Cochabamba, en un partido sin dificultades y no precisamente memorable debido a la rudeza del juego del equipo guaraní; los bolivianos sacaron una cómoda victoria (2-0).
El 28 de marzo, se jugó sin duda el partido más dramático del campeonato. En La Paz se enfrentaron Bolivia y Argentina, el partido fue reñido a pesar de que el combinado boliviano comenzó ganando el encuentro con goles en los minutos 12 y 34 del primer tiempo, obras de Fortunato Castillo y Ramiro Blacut. El delantero argentino Mario Rodríguez Varela anotó 2 goles en el primer tiempo. Sin embargo, en el minuto 88, por la vía del penalti, Wilfredo Camacho anotó el tercer tanto de la selección boliviana para lograr ganar el encuentro 3-2. Bolivia con esta victoria quedaba a un paso del título.

#### Bolivia levanta la Copa de América
El partido definitivo fue el 31 de marzo contra Brasil en el estadio Félix Capriles, casi todo estaba dicho en medio de la euforia contagiosa del país. El campeonato se medía por el puntaje del todos contra todos. Bolivia llegó con nueve puntos y Paraguay con ocho. Un triunfo paraguayo y una derrota boliviana consagraba campeones a los guaraníes. Un empate de los verdes y triunfo paraguayo, obligaba al desempate. Bolivia debía ganar sí o sí, si quería el título.
El equipo boliviano empezó perdiendo, pero conseguiría empatar por medio de Ugarte, el primero tras remate de García que, con gran olfato, el Maestro embocó tras el rebote concedido por el arquero. Al final del primer tiempo, el marcador estaba empatado a dos goles. En el segundo tiempo, Bolivia se puso en ventaja con goles de Ausberto García y Máximo Alcócer. Sin embargo, la escuadra brasileña lograba empatar de nuevo el marcador. No fue sino hasta el minuto 86 que tras un penal ejecutado por Víctor Agustín Ugarte que la Verde conseguiría un triunfo histórico que le daría por primera vez el título de Campeón Sudamericano. Bolivia se consagró de forma invicta (cinco victorias y un empate).

### Historia de Bolivia en las eliminatorias de la Copa del Mundo

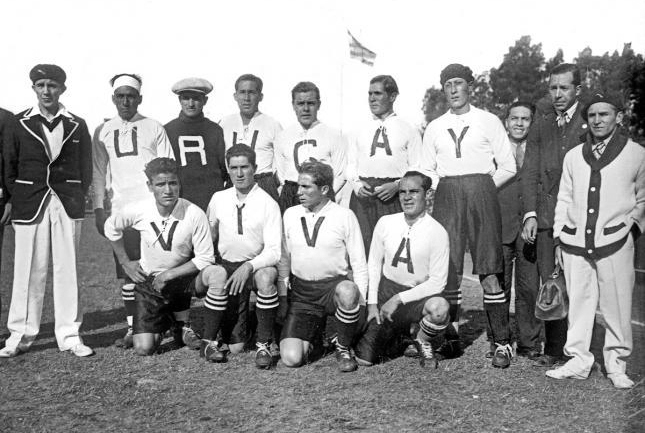
La selección de Bolivia antes del partido contra Yugoslavia en la Copa Mundial de 1930.

Las eliminatorias de 1950 que debieron ser las primeras disputadas por Bolivia, se convirtieron en dos partidos amistosos.
Originalmente debieron haber disputado esa ronda las selecciones de Argentina, Bolivia y Chile. Pero la AFA decidió retirar a su selección de la competencia. La razón: un impase con Brasil. En 1949 Argentina no participó en el Campeonato Sudamericano de 1949 organizado por los brasileños; en respuesta la CBF prohibió a un equipo brasileño disputar un amistoso con un club argentino en Chile. Consecuencia, la Argentina retiró sus inscripción de esa eliminatoria. Eso hizo que Bolivia y Chile jugaran dos encuentros amistosos, el primero de ellos en La Paz en febrero de 1950.
Fue la primera vez que la selección boliviana jugaba frente a otra selección nacional en el país desde su debut, veinticuatro años antes, en 1926. Fue triunfo boliviano por 2 a 0 con goles de Mena y Ferrel. En la vuelta, en Santiago, el equipo nacional perdió 0-5.

### Eliminatorias para Suecia 1958

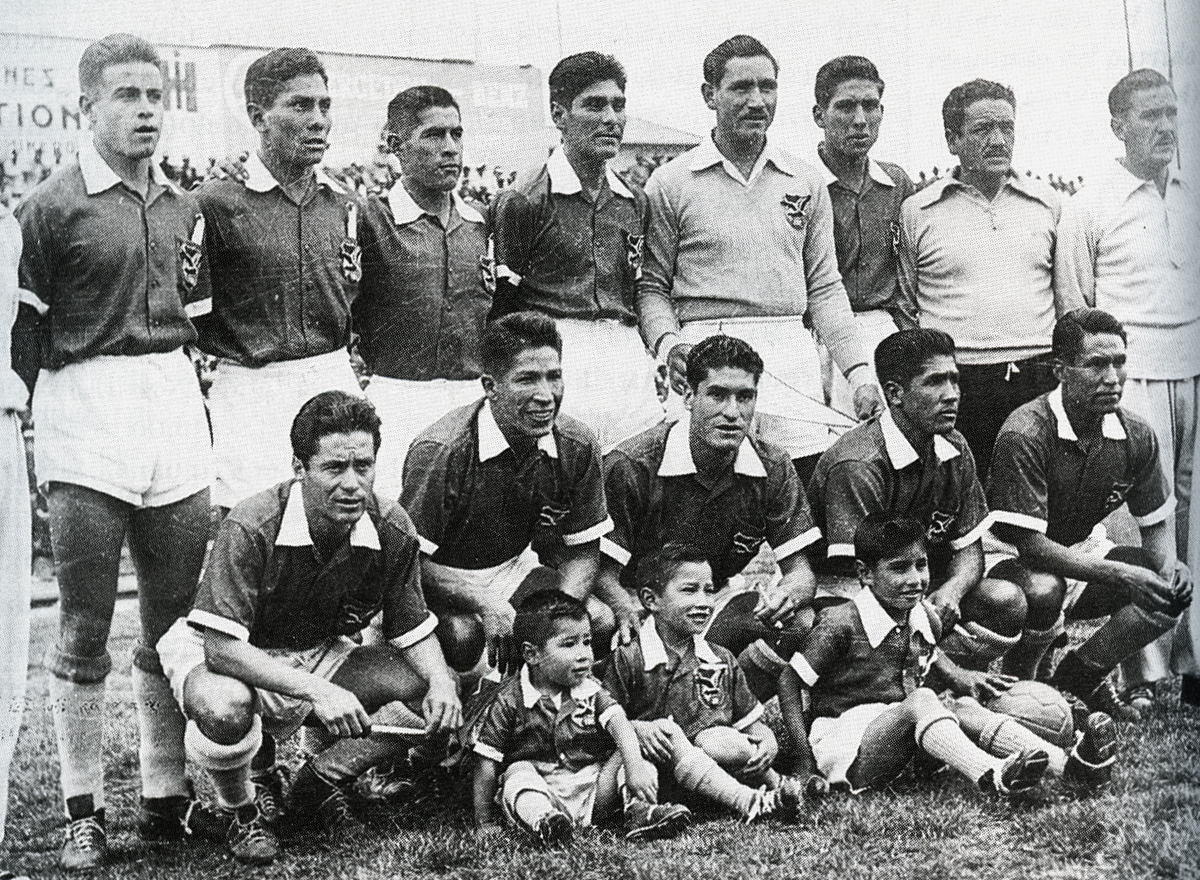
La selección boliviana en 1957, durante las eliminatorias del Mundial de 1958.

En 1953 Bolivia no participó en la ronda eliminatoria para el Mundial de Suiza 1954, que ganó heroicamente Alemania Federal frente a los casi invencibles húngaros de Puskas.
El primer partido disputado oficialmente por el país dentro de estos torneos se produjo el 22 de septiembre de 1957 en el Estadio Nacional de Santiago de Chile frente al representativo de ese país.
En esa oportunidad, el trío de selecciones fue el mismo que había sido designado para el 50. Pero ahora en serio. Argentina no se abstuvo y presentó lo mejor que tenía, que no era poco.
Esta vez Bolivia presentó una de las mejores selecciones de su historia, ciertamente muy superior a la chilena como se demostraría en los partidos que ambos disputaron. Dirigió el equipo Félix Deheza que en 1949 logró la hasta entonces mejor actuación internacional de Bolivia en el Sudamericano de Brasil.
La selección llegaba a esta cita en los primeros años del profesionalismo en Bolivia. Había sufrido el duro golpe del Mundial de 1950 y los magros resultados del Sudamericano de 1953 (salvo el célebre triunfo frente a Perú). La máxima estrella del equipo era ya incuestionablemente Ugarte que en esta eliminatoria estaba en la plenitud de su fútbol.
En Santiago perdió por escaso margen (1-2) con gol de Alcón en partido muy apretado en el que la selección empató el encuentro al minuto de haber recibido el gol chileno, y mantuvo el marcador hasta los quince últimos minutos. En la revancha en La Paz logró la segunda goleada de su trayectoria al vencer a los chilenos por 3 a 0.
En La Paz la Argentina cayó sin discusión por 2 a 0, los argentinos no pudieron equilibrar ese partido que puede considerarse como uno de los triunfos más importantes de nuestro equipo, ya que al frente estaba una constelación de estrellas de un fútbol ávido de volver al protagonismo mundial que no pudo conseguir, como se vería, por un catastrófico resultado recibido en la Copa Mundial de Suecia (1-6 frente a Checoslovaquia).
En Buenos Aires, sin embargo, la superioridad técnica rioplatense se impuso. Perdimos por 4 a 0. Bolivia ocupó el segundo lugar de esa serie eliminatoria con igual número de goles a favor que en contra. Una notable actuación.

### Eliminatorias para Chile 1962
Para el Mundial de Chile, el rival fue exclusivamente Uruguay. Se jugó en julio de 1961 en el viejo Hernando Siles. El Mundial del 50 en el que Uruguay nos propinó una paliza estaba ya lejos y las diferencias futbolísticas aparentemente también. Empatamos como locales 1 a 1 contra un equipo cuya base era el imbatible Peñarol campeón Intercontinental.
Ugarte no jugó en la selección de ese año por estar jugando fuera del país. Dirigió el equipo un técnico de paso efímero por Bolivia, el chileno Renato Panay. Fueron base del equipo nacional Wilstermann múltiple campeón nacional y Municipal que atravesaba una etapa de oro.
En Montevideo perdimos por escaso margen (1 a 2). El partido fue mucho más equilibrado de lo que los dueños de casa esperaban por los antecedentes de ambos equipos. A Uruguay le costó llegar a Chile a pesar de contar con un equipo excepcional.

### Eliminatorias para Inglaterra 1966
En las eliminatorias para Inglaterra 1966, fue el fin del invicto en La Paz.
La experiencia de esta eliminatoria fue muy amarga, la selección se presentaba por primera vez después de su resonante triunfo en el Sudamericano de 1963. Los rivales eran Argentina y Paraguay.
Era la primera participación internacional después del título continental. El equipo base era el del 63, sobre la premisa de que era una prenda de garantía si no de clasificación de una participación equivalente, por ejemplo a la de 1957.
Dirigió el equipo, debutando como técnico nacional, Freddy Valda, uno de los entrenadores más destacados de la historia de nuestra selección.
El primer partido en Asunción fue derrota incuestionable (2 a 0); era agosto de 1965. Segunda visita, segunda derrota, esta vez por 4 a 1 frente a la Argentina en un partido en el que el resultado (el gol nacional lo hizo Vargas) lo dice todo.
Bolivia comenzó a jugar como local prácticamente eliminada. Frente a Paraguay vencimos por 2 a 1 con goles de Quevedo y Castillo.
El fracaso se redondeó definitivamente al perder frente a Argentina en La Paz por 2 a 1, con dos goles de Luis Artime, quien selló la primera derrota de Bolivia en su propia cancha.
La victoria argentina llegó con mucho trabajo.
Argentina llegó con el complejo de la altura y se ciñó a un plan que le dio el triunfo frente a un rival sin ideas, sin recursos para llegar al área.
La Paz dejó de ser la mítica ciudad imbatible en la que la selección no perdía desde 1950. Bolivia ocupó el último lugar del grupo con solo dos puntos. Fueron goleadores de la Verde Vargas, Quevedo, Castillo y Flores con un gol cada uno.

### Actualidad

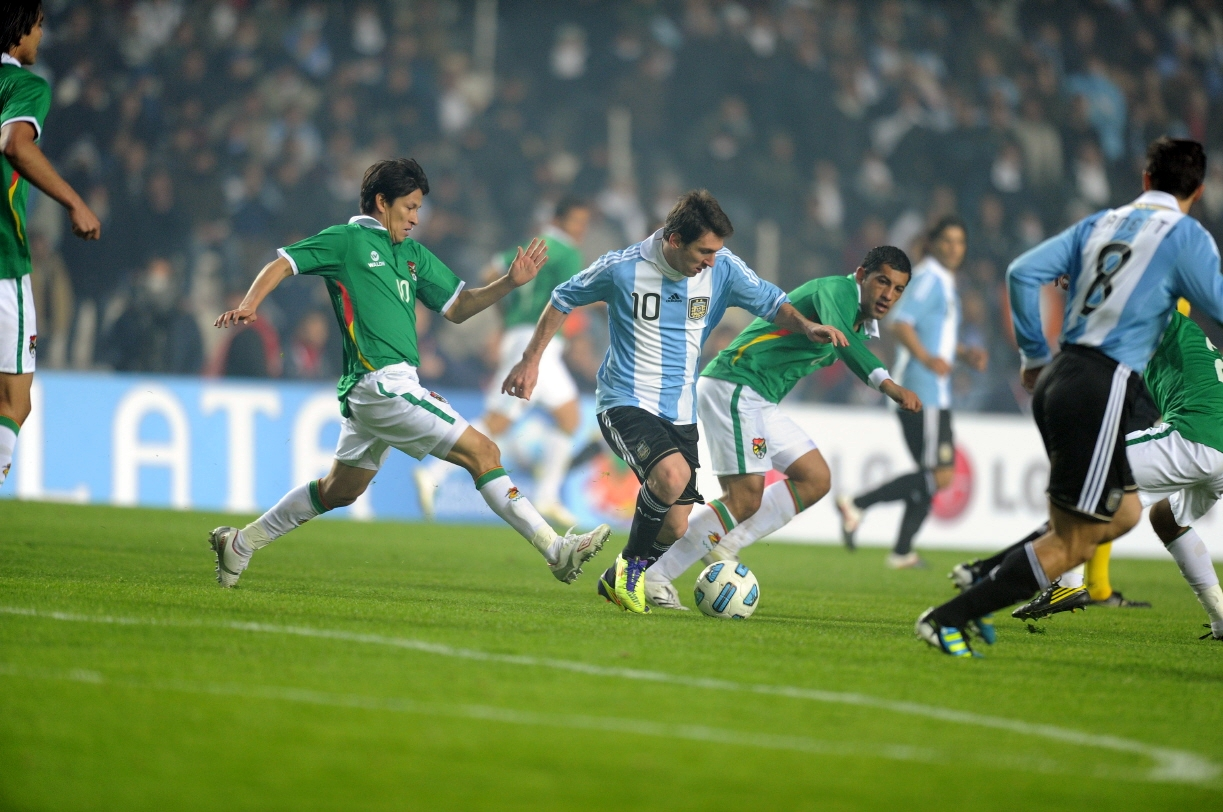
Partido entre Bolivia y por el grupo A de la Copa América 2011, en suelo argentino. El partido terminó empatado a uno.

Después de la Copa América 2015, Bolivia inició en octubre del 2015 las eliminatorias para el Mundial de Rusia 2018 con derrota en la primera fecha en condición de local frente a Uruguay en La Paz por 0-2 con goles de Martín Cáceres y Diego Godín y en la segunda fecha en la visita a Ecuador en Quito por 2-0 con goles de Miller Bolaños y Felipe Caicedo.
En noviembre del mismo año, se reanudaron las fechas 3 y 4 de las eliminatorias, en la tercera fecha, Bolivia conseguiría su primer triunfo de local en la Paz tras ganarle por 4-2 a Venezuela con goles de Rodrigo Ramallo en dos oportunidades, Juan Carlos Arce y Rudy Cardozo y para los venezolanos descontaron Mario Rondón y Richard Blanco, en la cuarta fecha cerrando el año 2015 Bolivia visitó a Paraguay en Asunción donde comenzaron ganando los bolivianos con gol de Yasmani Duk, pero al minuto los paraguayos reaccionaron, Darío Lezcano empataría el juego y tres minutos después Lucas Barrios marcaría el segundo para el equipo guaraní quedando 2-1 a favor de los paraguayos.
Bolivia cerró el año 2015 en el octavo lugar con tan solo tres puntos. En el año 2016, en marzo, se reanudaron las eliminatorias con las fechas 5 y 6; en la quinta fecha Bolivia recibió en La Paz a Colombia donde también perdió por 2-3 con goles de James Rodríguez y Carlos Bacca; en el segundo tiempo Bolivia descontó por medio de Juan Carlos Arce de penal y Alejandro Chumacero de media distancia lograría el empate parcial, pero Edwin Cardona en el tiempo de adición marcaría el tercero para el equipo cafetero así dando la victoria a los colombianos y Bolivia volvió a caer por segunda vez de local; en la sexta fecha los bolivianos viajaron a Córdoba para enfrentarse a Argentina donde caerían por 2-0 con goles de Gabriel Mercado en el minuto 19 y 10 minutos después Lionel Messi marcaría el segundo.
En junio se celebró la Copa América Centenario en los Estados Unidos. Bolivia quedó en el grupo D con Argentina, Chile y Panamá en su primer partido Bolivia enfrentó a Panamá en Orlando donde caería por 2-1 con goles de Blas Pérez en dos ocasiones y para los bolivianos descontó Juan Carlos Arce . en su segundo encuentro enfrentó a Chile en Boston donde quedaría eliminada tras perder por 2-1 con goles de Arturo Vidal por duplicado y descontaría Jhasmani Campos por medio de un tiro libre, en su último partido de fase de grupos enfrentó a Argentina en Seattle donde Bolivia se despidió con derrota por 3-0 con goles de Erik Lamela, Ezequiel Lavezzi y Víctor Cuesta.
En septiembre de 2016, se reanudaron las eliminatorias con las fechas 7 y 8, en la séptima fecha los bolivianos recibieron en casa en La Paz a Perú, ganando por 2-0 con goles de Pablo Escobar y Ronald Raldes, y en la octava fecha, viajaron a Santiago para enfrentar a Chile, donde empataron a 0, pero en esos 2 partidos eliminatorios de septiembre, los bolivianos utilizaron irreglamentariamente al paraguayo nacionalizado Nelson Cabrera, en el segundo tiempo de ambos partidos, por lo que Chile y Perú denunciaron a Bolivia hacia la FIFA y finalmente, el 1 de noviembre de 2016, la FIFA acogió el reclamo de chilenos y peruanos por lo que castigaron a Bolivia con la pérdida de 4 puntos, entregándole 3 puntos a los peruanos y 2 puntos a los chilenos, además de los triunfos por secretaría de 3-0 a favor de Chile y Perú, por lo que Bolivia retrocedió al penúltimo lugar de la tabla, además de pagar una multa de 12 000 francos suizos.
En octubre del mismo año, en las fechas 9 y 10 de las clasificatorias, Bolivia visitó a Brasil en la ciudad de Natal, donde perdieron por una contundente goleada de 5-0, cerrando la primera vuelta y en la fecha 10 comenzando la segunda vuelta, recibió en La Paz al seleccionado de Ecuador con el cual empató 2-2 con goles del boliviano Pablo Escobar y para los ecuatorianos marco Enner Valencia ambos por duplicado, en la fecha 11 con fecha calendario del 10 de noviembre del 2016 los bolivianos visitaron al colista Venezuela en Maturin y cayeron derrotados por un marcador abultado de 5 a 0, donde marcaron Jacobo Kouffaty, Josef Martínez en tres ocasiones y Romulo Otero, y en la última fecha del año 2016 jugaron el 15 de noviembre y el seleccionado boliviano recibió en La Paz a su similar de Paraguay, a quienes derrotaron por la cuenta mínima, tanto marcado en contra por el jugador Gustavo Gómez cuando se jugaba el minuto 77 de partido.
Comenzando el año 2017, se reanudaron las eliminatorias con las fechas 13 y 14 donde En la fecha 13 cayó por 1-0 contra la selección colombiana en Barranquilla, con un tanto de James Rodríguez tras un penalti fallado, le rebotó el balón y terminó por introducirla al arco quedando matemáticamente eliminado del Mundial de Rusia 2018 al quedar con 7 puntos a falta de 5 partidos y en la fecha 14 recibió a Argentina en La Paz, ganándole por 2 a 0, en un partido completamente disparejo, con goles de Juan Carlos Arce y Marcelo Moreno Martins, después visitaron el 31 de agosto a Perú en Lima, donde perdieron por 2-1 con goles de Edison Flores y Christian Cueva para los locales, y para los del Altiplano marcó Gilbert Álvarez y el día 5 de septiembre por la fecha 16 recibieron a Chile en La Paz, donde vencieron por 1-0 con gol de Juan Carlos Arce acabando el histórico récord que tenía Chile sobre Bolivia en victorias por eliminatorias en La Paz y en octubre en condición de local jugaron frente a Brasil con la que empató sin goles (0-0) y 5 días después cerró su participación de eliminatorias frente a Uruguay con derrota 4-2 quedando en la 9.ª posición con 14 unidades solamente superando a Venezuela con 12 unidades.
En el marco de la Copa América 2019, celebrada en Brasil, la selección boliviana quedó ubicada en el grupo A con el anfitrión Brasil y con Perú y Venezuela donde inició el 14 de junio en São Paulo su participación ante la Canarinha donde los del Altiplano aguantaron el primer tiempo ante los sendos ataques de Brasil por marcar el primer gol. Pero, en el inicio del segundo tiempo, apareció Philippe Coutinho para los locales por doblete en los minutos 50 y 53, y en el minuto 85 llegó un gol de media distancia del joven jugador Everton para certificar la goleada de 3-0. El 18 de junio, se enfrentó a Perú en Río de Janeiro, donde volvió a decepcionar tras caer por 1-3 con goles de Paolo Guerrero, Jefferson Farfán y Edison Flores para los incas, mientras que Marcelo Martins descontó para los bolivianos quedando al borde de la eliminación. El 22 de junio se vio las caras con Venezuela en Belo Horizonte donde se despidió de la Copa América con una nueva derrota por 1-3 con goles de Darwin Machis por doblete en los minutos 1 y 58, donde finalizó con otro gol de Josef Martínez en el minuto 86 para la Vinotinto, mientras que Leonel Justiniano descontó al 82 cerrando nuevamente una pésima presentación de Bolivia en torneo internacionales sin conseguir ningún punto quedando en el último puesto del grupo y en la tabla general.

### Eliminatorias para Catar 2022 y Copa América 2021
Después de la interrupción por la pandemia de COVID-19, el primer partido fue disputado el 9 de octubre de 2020 contra Brasil. Ese día, el equipo boliviano presentó un equipo con jugadores jóvenes, que cayó en São Paulo por 5 a 0 con dos goles de Roberto Firmino, uno de Marquinhos, un gol en propia puerta de José María Carrasco y por último un gol de Philippe Coutinho.
El siguiente partido fue de local frente a Argentina, Marcelo Martins convirtió el primer gol en esta eliminatoria para la Verde. Sin embargo, el marcador terminó 1-2, siendo victoria para los albicelestes. La tercera fecha hizo de local frente a Ecuador perdiendo por 2-3. No sería hasta el cuarto juego que Bolivia conseguiría su primer punto, un empate 2-2 con Paraguay en Asunción con goles de Martíns y Boris Céspedes, ese tanto de Marcelo Martins lo convertiría en el máximo goleador histórico de la selección en solitario con 20 tantos, superando a Joaquín Botero. Más tarde, logró su primer triunfo en La Paz ante Venezuela por 3 a 1, luego consiguió un valioso empate ante Chile por 1-1 en condición de visitante.
En medio de la eliminatoria, hubo un receso debido a la Copa América 2021, en la que la selección boliviana fue parte del grupo A, compitiendo en su zona contra Paraguay, Chile, Uruguay y Argentina. Su participación no fue la mejor, perdiendo sus 4 juegos, tan solo metió dos goles y recibió 10 goles quedando en el último lugar del torneo al igual que las ediciones de 2016 y 2019.
De vuelta a las eliminatorias rumbo a Catar 2022, la Verde se enfrentó a Colombia de local empatando 1-1, visitó a Argentina y Uruguay, siendo vencido en ambos compromisos, haciendo 1 de 9 puntos posibles en la triple fecha de septiembre.
En la triple fecha de octubre, Bolivia visitó a Ecuador donde cayó por 3-0 y recibió en La Paz a Perú, partido que ganó 1-0 con gol de Ramiro Vaca. En la fecha 12, volvió a jugar de local contra Paraguay, consiguiendo ganar por 4-0 y cerrando la fecha triple con 6 de 9 puntos posibles.
En la doble fecha de noviembre, la Verde visitó a Perú donde cayó por 3-0, posteriormente le ganó 3-0 a Uruguay cerrando la fecha doble con 3 de 6 puntos posibles.
Sin embargo, en las últimas cuatro fechas, sufrió cuatro derrotas consecutivas ante Venezuela (4-1), Chile (2-3), Colombia (3-0) y Brasil (0-4), certificando su eliminación por séptima vez consecutiva, lo que provocó que César Farías dejara de ser el entrenador al final de esta eliminatoria.

## Uniforme

### Titular
|  | 1930 | 1989-1990 | 1990 | 1991 -1992 | 1993-1994 | 1994 | 1995 | 1996 | 1997-1998 |

|  | 1999 | 2000 | 2001-2002 | 2003 | 2004-2006 | 2007-2010 | 2011 | 2012-2014 | 2015 |

|  | 2015-2018 ( 2016) | 2019 | 2020-2023 | 2021 | 2023-2025 | 2024 | 2025-Actual |

### Alternativo
| 1994 | 1995 | 1996 | 1997-2000 | 2001-2003 | 2004-2006 |

| 2007-2010 | 2011 | 2012-2014 | 2015 |  | 2015-2018 (2016) | 2019 |

| 2020-2023 | 2021 | 2023-2025 | 2024 | 2025-Actual |

## Últimos partidos y próximos encuentros
Actualizado al último partido jugado el 10 de junio de 2025
| Fecha      | Ciudad       | Local     | Resultado | Visitante | Competición                |
| ---------- | ------------ | --------- | --------- | --------- | -------------------------- |
| 05-09-2024 | El Alto      | Bolivia   | 4:0       | Venezuela | Clasificación Mundial 2026 |
| 10-09-2024 | Santiago     | Chile     | 1:2       | Bolivia   | Clasificación Mundial 2026 |
| 10-10-2024 | El Alto      | Bolivia   | 1:0       | Colombia  | Clasificación Mundial 2026 |
| 15-10-2024 | Buenos Aires | Argentina | 6:0       | Bolivia   | Clasificación Mundial 2026 |
| 14-11-2024 | Guayaquil    | Ecuador   | 4:0       | Bolivia   | Clasificación Mundial 2026 |
| 19-11-2024 | El Alto      | Bolivia   | 2:2       | Paraguay  | Clasificación Mundial 2026 |
| 20-03-2025 | Lima         | Perú      | 3:1       | Bolivia   | Clasificación Mundial 2026 |
| 25-03-2025 | El Alto      | Bolivia   | 0:0       | Uruguay   | Clasificación Mundial 2026 |
| 06-06-2025 | Maturín      | Venezuela | 2:0       | Bolivia   | Clasificación Mundial 2026 |
| 10-06-2025 | El Alto      | Bolivia   | 2:0       | Chile     | Clasificación Mundial 2026 |
| 04-09-2025 | Barranquilla | Colombia  | -:-       | Bolivia   | Clasificación Mundial 2026 |
| 09-09-2025 | El Alto      | Bolivia   | -:-       | Brasil    | Clasificación Mundial 2026 |
| 14-10-2025 | Moscú        | Rusia     | -:-       | Bolivia   | Partido amistoso           |

## Jugadores

### Última convocatoria
Lista de los convocados para los encuentros del 6 y 10 de junio contra Venezuela y Chile.
| N.º                | Nombre             | Posición      | Edad    | PJ | Goles | Club               |
| ------------------ | ------------------ | ------------- | ------- | -- | ----- | ------------------ |
|                    | Guillermo Viscarra | Portero       | 32 años | 31 | 0     | Club Alianza Lima  |
|                    | Rodrigo Banegas    | Portero       | 29 años | 0  | 0     | The Strongest      |
|                    | Carlos Lampe       | Portero       | 38 años | 57 | 0     | Bolívar            |
|                    | Luis Haquín        | Defensa       | 27 años | 44 | 1     | Mushuc Runa SC     |
|                    | Roberto Fernández  | Defensa       | 26 años | 43 | 1     | FC Akron           |
|                    | Diego Medina       | Defensa       | 23 años | 22 | 0     | CSKA 1948          |
|                    | Yomar Rocha        | Defensa       | 22 años | 8  | 0     | Bolívar            |
|                    | Efraín Morales     | Defensa       | 21 años | 4  | 0     | Atlanta United     |
|                    | Leonardo Zabala    | Defensa       | 23 años | 2  | 0     | Cancún FC          |
|                    | Diego Arroyo       | Defensa       | 20 años | 0  | 0     | FK Shajtar Donetsk |
|                    | Lucas Macazaga     | Defensa       | 18 años | 0  | 0     | Leganés            |
|                    | Ervin Vaca         | Defensa       | 21 años | 3  | 1     | Club Bolívar       |
|                    | Gabriel Villamíl   | Mediocampista | 24 años | 27 | 0     | Liga de Quito      |
|                    | Héctor Cuellar     | Mediocampista | 24 años | 17 | 0     | Always Ready       |
|                    | Robson Matheus     | Mediocampista | 23 años | 9  | 0     | Bolívar            |
|                    | Oscar Lopez        | Mediocampista | 19 años | 1  | 0     | R. C. D. Mallorca  |
|                    | Moisés Villarroel  | Mediocampista | 26 años | 26 | 1     | Club Blooming      |
|                    | Miguel Terceros    | Mediocampista | 21 años | 22 | 6     | América Mineiro    |
|                    | Carmelo Algarañaz  | Delantero     | 29 años | 33 | 4     | Kalamata FC        |
|                    | Lucas Chávez       | Mediocampista | 22 años | 11 | 0     | Al-Taawoun FC      |
|                    | Enzo Monteiro      | Delantero     | 21 años | 5  | 1     | FK Auda            |
|                    | Moisés Paniagua    | Delantero     | 17 años | 2  | 0     | Always Ready       |
|                    | Gabriel Sotomayor  | Delantero     | 26 años | 1  | 0     | Floriana FC        |
|                    | Jhon Velásquez     | Delantero     | 22 años | 0  | 0     | Club Bolívar       |
|                    | Gary Rea           | Delantero     | 22 años | 0  | 0     | Club ABB           |
| Bandera de Bolivia | Óscar Villegas     | Entrenador    | 56 años |    |       |                    |

### Estadísticas individuales

#### Más presencias
Datos actualizados: 8 de septiembre de 2023
| N.º | Nombre                 | Partidos | Goles | Periodo   | Logros | Distinción                 |
| --- | ---------------------- | -------- | ----- | --------- | ------ | -------------------------- |
| 1.  | Marcelo Martins        | 108      | 31    | 2007-2023 | -      | Club de los 100 de la FIFA |
| 2.  | Ronald Raldes          | 102      | 3     | 2001-2018 | -      | Club de los 100 de la FIFA |
| 3.  | Marco Sandy            | 93       | 6     | 1993-2003 |        | -                          |
| 4.  | Luis Cristaldo         | 93       | 5     | 1989-2005 |        | -                          |
| 5.  | José Milton Melgar     | 89       | 6     | 1980-1997 |        | -                          |
| 6.  | Carlos Fernando Borja  | 88       | 1     | 1979-1995 | -      | -                          |
| 7.  | Juan Carlos Arce       | 87       | 15    | 2004-2022 | -      | -                          |
| 8.  | Julio César Baldivieso | 85       | 17    | 1991-2005 |        | -                          |
| 9.  | Juan Manuel Peña       | 85       | 1     | 1991-2009 |        |                            |
| 10. | Miguel Ángel Rimba     | 81       | 0     | 1989-2000 |        | -                          |

| Jugadores hasta el puesto 20 | Jugadores hasta el puesto 20 | Jugadores hasta el puesto 20 | Jugadores hasta el puesto 20 | Jugadores hasta el puesto 20 | Jugadores hasta el puesto 20 | Jugadores hasta el puesto 20 | Jugadores hasta el puesto 20 |
| N.º                          | Nombre                       | Partidos                     | Goles                        | Periodo                      | Logros                       | Distinción                   |                              |
| ---------------------------- | ---------------------------- | ---------------------------- | ---------------------------- | ---------------------------- | ---------------------------- | ---------------------------- | ---------------------------- |
| 11.                          | Óscar Sánchez                | 78                           | 7                            | 1994-2006                    |                              | -                            |                              |
| 12.                          | Jaime Moreno                 | 75                           | 9                            | 1991-2008                    |                              | -                            |                              |
| 13.                          | Marco Etcheverry             | 71                           | 13                           | 1989-2003                    |                              | -                            |                              |
| 14.                          | José Sagredo                 | 62                           | 1                            | 2017-presente                | -                            | -                            |                              |
| 15                           | Erwin Sánchez                | 57                           | 15                           | 1989-2003                    |                              | -                            |                              |
| 15                           | Carlos Lampe                 | 57                           | 0                            | 2010-presente                | -                            | -                            |                              |
| 17                           | Ramiro Castillo              | 55                           | 5                            | 1989-1997                    |                              | -                            |                              |
| 17                           | Joselito Vaca                | 55                           | 2                            | 1999-2016                    | -                            | -                            |                              |
| 19                           | Limberg Gutiérrez            | 54                           | 4                            | 1997-2009                    |                              | -                            |                              |
| 19                           | Jhasmani Campos              | 54                           | 4                            | 2007-2020                    | -                            | -                            |                              |

#### Máximos goleadores

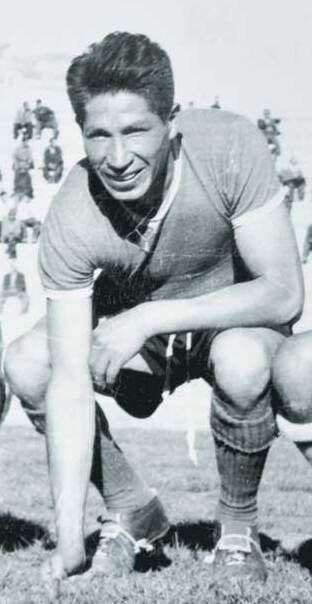
Víctor Agustín Ugarte, tercer máximo goleador y goleador histórico durante más tiempo.

- Actualizado el 1 de abril

| N.º | Nombre                 | Goles | Partidos | Promedio | Periodo   | Campeonatos | Logros | Distinción                 |
| --- | ---------------------- | ----- | -------- | -------- | --------- | ----------- | ------ | -------------------------- |
| 1.  | Marcelo Martins        | 31    | 108      | 0.29     | 2007-2023 | -           | -      | Club de los 100 de la FIFA |
| 2.  | Joaquín Botero         | 20    | 48       | 0.42     | 1999-2009 | -           | -      | -                          |
| 3.  | Víctor Agustín Ugarte  | 16    | 45       | 0.36     | 1947-1963 |             | -      | -                          |
| 4   | Carlos Aragonés        | 15    | 31       | 0.48     | 1977-1981 | -           | -      | -                          |
| 4   | Erwin Sánchez          | 15    | 57       | 0.26     | 1989-2005 | -           |        | -                          |
| 4   | Julio César Baldivieso | 15    | 85       | 0.18     | 1991-2005 | -           |        | -                          |
| 4   | Juan Carlos Arce       | 15    | 87       | 0.17     | 2004-2022 | -           | -      | -                          |
| 8   | Máximo Alcócer         | 13    | 22       | 0.59     | 1953-1963 |             | -      | -                          |
| 8   | Marco Etcheverry       | 13    | 71       | 0.18     | 1989-2003 | -           |        | -                          |
| 10. | Miguel Aguilar         | 10    | 34       | 0.29     | 1977-1983 | -           | -      | -                          |

## Entrenadores

### Cuerpo técnico
| Puesto                 | Nombre               |
| ---------------------- | -------------------- |
| Entrenador             | Óscar Villegas       |
| Asistente(s) técnico   | Horacio Pacheco      |
| Asistente(s) técnico   | Gabriel Ramirez      |
| Asistente(s) técnico   | Cristian Farah       |
| Entrenador de arqueros | Gustavo Gois de Lira |
| Preparador Físico      | Maximiliano Alonso   |
| Preparador Físico      | Pablo Sciacia        |

### Últimos técnicos
Desde el año 1998, Bolivia no ha encontrado a un entrenador idóneo para poder afrontar las eliminatorias con éxito, ya que desde el año 1994 no ha participado en un mundial por eliminatorias; además, no han tenido una buena actuación en Copa América, ya que desde la edición del año 1999 han caído en primera ronda (con excepción de la edición 2015, donde llegaron hasta los cuartos de final).
En octubre del 2006, Erwin Sánchez, un histórico mediocampista de la selección boliviana y mundialista en 1994, asumió la conducción técnica de la selección dirigiendo a la Verde en las eliminatorias rumbo a Sudáfrica 2010. Sin embargo, los resultados no lo acompañaron y la selección acabó penúltima en la tabla de clasificación, con quince puntos solo por delante de Perú y, tras dificultades financieras con la FBF, se decidió no renovar su contrato.
Su lugar fue ocupado interinamente por Eduardo Villegas. Pero, al no conseguir buenos resultados en partidos amistosos contra Colombia y Venezuela, la FBF tomó la decisión de contratar a otro exjugador que fue el argentino naturalizado Gustavo Quinteros, cuyos logros en la liga nacional con los equipos de Blooming, Bolívar y Oriente Petrolero avalaban su nombramiento.
Tras la renuncia de Quinteros, en julio de 2012, y a pedido de la fanaticada, Xabier Azkargorta volvió a ser elegido como director técnico asumiendo el cargo el 16 de julio de 2012. En su segunda etapa al frente de Bolivia, no tuvo el mismo rendimiento que en 1993, ya que la Verde finalizó en el penúltimo lugar de las eliminatorias al Mundial de Brasil 2014, con 12 puntos, superando por diferencia de goles a Paraguay, que se quedó de último lugar en la tabla.
A pesar de la eliminación, la FBF le ofreció a Azkargorta quedarse en el cargo hasta septiembre de 2014. Sin embargo, en marzo de 2014, el técnico español optó por dejar la selección después de aceptar hacerse cargo de la conducción técnica del club Bolívar. Pero aun así dirigió de manera interina en los encuentros amistosos disputados en los meses de mayo y junio frente a las selecciones de Grecia y España. En ambos partidos, terminaron con derrotas ajustadas de (2-1) y (2-0), y para el mes de septiembre se midieron contra Ecuador y México. En estos partidos, la selección altiplánica también fue derrotada con marcadores de 4-0 y 1-0.
Ya para el mes de octubre, se disputaron los amistosos contra Chile y Venezuela, y en estos cotejos la selección mostró un nivel de juego bastante aceptable, ya que el primero lo empató 2-2 y el segundo lo ganó 3-2 rompiendo una mala racha de resultados de casi 2 años. Cada partido tuvo un entrenador interino, ya que el partido contra Chile lo dirigió Mauricio Soria y el partido contra Venezuela lo dirigió Néstor Clausen debido a que Soria tuvo serios altercados personales y legales días previos al amistoso contra la selección chilena y no los pudo resolver a tiempo. Y por ende la FBF le otorgó a Clausen dirigir el partido contra el equipo venezolano.
A principios del año 2015, se nombró a Mauricio Soria como técnico selección nacional y quien anteriormente ha dirigido equipos como el Wilstermann, Real Potosí, The Strongest y Blooming dando muy buenos resultados cuando fue director técnico de ellos. Al principio su nombramiento generó dudas; pero después generó buenos comentarios en la fanaticada boliviana, ya que el equipo logró llegar hasta los cuartos de final de la Copa América 2015, hazaña que no alcanzaba desde la edición del año 1997, cuando logró el subcampeonato. Sin embargo, a mediados de julio del presente año, la FBF decide rescindir el contrato de Soria debido a que no hubo acuerdos económicos con el y sus ayudantes por los premios otorgados en la Copa América. Esta situación sin duda genera incertidumbre y un futuro poco prometedor para las venideras eliminatorias para el Mundial de 2018.
El 7 de agosto, los nuevos dirigentes de la liga boliviana, junto con directivos de la FBF, decidieron la continuidad de Mauricio Soria como entrenador de la selección boliviana para encarar las eliminatorias sudamericanas para el Mundial 2018.
El 14 de agosto, el entrenador Mauricio Soria, a pesar de haber sido ratificado como DT de la selección, decidió renunciar al cargo por no tener al apoyo de varios dirigentes.
El jueves 27 de agosto de 2015, luego de varias idas y vueltas, varios técnicos en sola una semana, se decide que el exjugador de la selección Julio César Baldivieso sea el nuevo entrenador de la Verde para lograr intentar clasificar para Rusia 2018 mediante las eliminatorias y su asistente será el también exjugador de la selección Luis Cristaldo.
Debido a malos resultados, entre ellos la eliminación de la Copa América Centenario en primera ronda, y a pésimas relaciones con directivos de la FBF, el 7 de julio del 2016, Baldivieso es despedido de la selección nacional.
El 3 de agosto de 2016, el argentino Ángel Guillermo Hoyos es nombrado nuevo entrenador de la Verde.
El 22 de diciembre del 2016, sorpresivamente, renuncia Ángel Guillermo Hoyos para ser el nuevo entrenador de la Universidad de Chile. Inmediatamente tras la salida de Hoyos, la dirigencia contrató nuevamente a Mauricio Soria como nuevo entrenador de la Verde para poder culminar las eliminatorias para el Mundial y preparar al equipo para venideros compromisos. Sin embargo, Soria no pudo evitar de nuevo una sexta eliminación consecutiva del equipo nacional en eliminatorias mundialistas, ya que la selección quedó en el noveno lugar de la tabla de clasificación.
El 9 de abril de 2018, se realizan las elecciones de la Federación Boliviana de Fútbol en donde resulta elegido César Salinas, presidente del club The Strongest y afirmó que con su elección habrá importantes cambios estructurales en el fútbol nacional, a pesar de que el iba a ratificar a Mauricio Soria para futuros cotejos internacionales se decide despedirlo por un incidente violento en contra de un exempleado personal en la Ciudad de Tiquipaya el día 20 de abril del año 2018.
El 22 de abril de 2018, se oficializa la contratación del director técnico venezolano César Farías como nuevo entrenador de la selección nacional de manera interina,compartiendo sus actividades como entrenador del The Strongest hasta finales del año 2018.
Para principios del mes de enero del año 2019, sorpresivamente, la FBF confirmó la contratación del técnico Eduardo Villegas de cara a la Copa América 2019, ya que, según informes de los directivos de la FBF, no les convencía Farias como seleccionador nacional debido a ciertas situaciones extradeportivas, por lo que se optó por Villegas por ser el técnico más ganador de la primera división del fútbol boliviano. Sin embargo, para finales del mes de julio, el técnico Villegas es despedido como consecuencia de una racha de malos resultados (cinco derrotas y un empate), entre ellos la eliminación en primera ronda de la Copa América, en donde la selección cosechó tres derrotas consecutivas y quedó última en la clasificación general.
Finalmente, el 31 de agosto, se confirma la vuelta del técnico César Farías al seleccionado nacional a pesar de ciertas negativas dentro de la FBF. Fue escogido por su conocimiento previo del fútbol local y por su manera de generar proyectos a largo plazo. Durante su ciclo con la selección, dirigió la Copa América 2021 y la eliminatoria para el Mundial 2022. El 30 de marzo de 2022, Farías dejaría la selección nacional debido a que no cumplió el objetivo de clasificar para el Mundial de 2022.
Después de 5 meses, el 13 de agosto de 2022, la Federación Boliviana de Fútbol decide contratar al técnico argentino Gustavo Costas, con el propósito de lograr la clasificación para la Copa del Mundo de 2026. Asumirá el puesto hasta el mes de noviembre debido a que en la actualidad es el entrenador de Palestino de Chile y su contrato no permite cláusula para rescindir inmediatamente. Sin embargo, su paso por la selección boliviana no duraría mucho debido a que, el 23 de octubre de 2023, la Federación Boliviana de Futbol anunció su separación del equipo por bajo rendimiento.

## Estadísticas

### Clasificación para la Copa Mundial
| Edición | Resultado                        | Posición                         | PJ                               | PG                               | PE                               | PP                               | GF                               | GC                               | Dif.                             | Goleador                                   |
| ------- | -------------------------------- | -------------------------------- | -------------------------------- | -------------------------------- | -------------------------------- | -------------------------------- | -------------------------------- | -------------------------------- | -------------------------------- | ------------------------------------------ |
| 1954    | No participó en la clasificación | No participó en la clasificación | No participó en la clasificación | No participó en la clasificación | No participó en la clasificación | No participó en la clasificación | No participó en la clasificación | No participó en la clasificación | No participó en la clasificación | No participó en la clasificación           |
| 1958    | No clasificó                     | 5.º                              | 4                                | 2                                | 0                                | 2                                | 6                                | 6                                | 0                                | Máximo Alcócer: 3                          |
| 1962    | No clasificó                     | 4.º                              | 2                                | 0                                | 1                                | 1                                | 2                                | 3                                | –1                               | Alcócer, Camacho: 1                        |
| 1966    | No clasificó                     | 7.º                              | 4                                | 1                                | 0                                | 3                                | 4                                | 9                                | –5                               | F. Castillo, Ramírez, Vargas: 1            |
| 1970    | No clasificó                     | 6.º                              | 4                                | 2                                | 0                                | 2                                | 5                                | 6                                | –1                               | Raúl Álvarez: 2                            |
| 1974    | No clasificó                     | 9.º                              | 4                                | 0                                | 0                                | 4                                | 1                                | 11                               | –10                              | Rául Morales Roldán: 1                     |
| 1978    | No clasificó                     | 3.º                              | 8                                | 3                                | 1                                | 4                                | 10                               | 25                               | –15                              | Aguilar, Jiménez, Aragonés: 3              |
| 1982    | No clasificó                     | 6.º                              | 4                                | 1                                | 0                                | 3                                | 5                                | 6                                | –1                               | Carlos Aragonés: 3                         |
| 1986    | No clasificó                     | 8.º                              | 4                                | 0                                | 2                                | 2                                | 2                                | 7                                | –5                               | Rojas, J. Sánchez: 1                       |
| 1990    | No clasificó                     | 3.º                              | 4                                | 3                                | 0                                | 1                                | 6                                | 5                                | 1                                | Melgar, Ramallo, Sánchez, Peña, Montaño: 1 |
| 1994    | Clasificado                      | 2.º                              | 8                                | 5                                | 1                                | 2                                | 22                               | 11                               | 11                               | William Ramallo: 7                         |
| 1998    | No clasificó                     | 8.º                              | 16                               | 4                                | 5                                | 7                                | 18                               | 21                               | –3                               | Etcheverry, Sandy: 3                       |
| 2002    | No clasificó                     | 7.º                              | 18                               | 4                                | 6                                | 8                                | 21                               | 33                               | –12                              | Julio César Baldivieso: 6                  |
| 2006    | No clasificó                     | 10.º                             | 18                               | 4                                | 2                                | 12                               | 20                               | 37                               | –17                              | Botero, Castillo: 5                        |
| 2010    | No clasificó                     | 9.º                              | 18                               | 4                                | 3                                | 11                               | 22                               | 36                               | –14                              | Joaquín Botero: 8                          |
| 2014    | No clasificó                     | 8.º                              | 16                               | 2                                | 6                                | 8                                | 17                               | 30                               | –13                              | Marcelo Martins: 4                         |
| 2018    | No clasificó                     | 9.º                              | 18                               | 4                                | 2                                | 12                               | 16                               | 38                               | –22                              | Juan Carlos Arce: 4                        |
| 2022    | No clasificó                     | 9.º                              | 18                               | 4                                | 3                                | 11                               | 23                               | 42                               | –19                              | Marcelo Martins: 10                        |
| 2026    | En disputa                       | 7.º                              | 12                               | 4                                | 1                                | 7                                | 13                               | 27                               | –14                              | Miguel Terceros: 4                         |
| Total   | 1/19                             | 8.º                              | 180                              | 47                               | 33                               | 100                              | 213                              | 353                              | –140                             | Marcelo Martins: 21                        |

### Copa Mundial de Fútbol
| Edición | Resultado         | Posición          | PJ                | PG                | PE                | PP                | GF                | GC                | Dif.              | Goleador          |
| ------- | ----------------- | ----------------- | ----------------- | ----------------- | ----------------- | ----------------- | ----------------- | ----------------- | ----------------- | ----------------- |
| 1930    | Primera fase      | 12.º              | 2                 | 0                 | 0                 | 2                 | 0                 | 8                 | –8                | -                 |
| 1934    | Sin participación | Sin participación | Sin participación | Sin participación | Sin participación | Sin participación | Sin participación | Sin participación | Sin participación | Sin participación |
| 1938    | Sin participación | Sin participación | Sin participación | Sin participación | Sin participación | Sin participación | Sin participación | Sin participación | Sin participación | Sin participación |
| 1950    | Primera fase      | 13.º              | 1                 | 0                 | 0                 | 1                 | 0                 | 8                 | –8                | -                 |
| 1954    | No clasificó      | No clasificó      | No clasificó      | No clasificó      | No clasificó      | No clasificó      | No clasificó      | No clasificó      | No clasificó      | No clasificó      |
| 1958    | No clasificó      | No clasificó      | No clasificó      | No clasificó      | No clasificó      | No clasificó      | No clasificó      | No clasificó      | No clasificó      | No clasificó      |
| 1962    | No clasificó      | No clasificó      | No clasificó      | No clasificó      | No clasificó      | No clasificó      | No clasificó      | No clasificó      | No clasificó      | No clasificó      |
| 1966    | No clasificó      | No clasificó      | No clasificó      | No clasificó      | No clasificó      | No clasificó      | No clasificó      | No clasificó      | No clasificó      | No clasificó      |
| 1970    | No clasificó      | No clasificó      | No clasificó      | No clasificó      | No clasificó      | No clasificó      | No clasificó      | No clasificó      | No clasificó      | No clasificó      |
| 1974    | No clasificó      | No clasificó      | No clasificó      | No clasificó      | No clasificó      | No clasificó      | No clasificó      | No clasificó      | No clasificó      | No clasificó      |
| 1978    | No clasificó      | No clasificó      | No clasificó      | No clasificó      | No clasificó      | No clasificó      | No clasificó      | No clasificó      | No clasificó      | No clasificó      |
| 1982    | No clasificó      | No clasificó      | No clasificó      | No clasificó      | No clasificó      | No clasificó      | No clasificó      | No clasificó      | No clasificó      | No clasificó      |
| 1986    | No clasificó      | No clasificó      | No clasificó      | No clasificó      | No clasificó      | No clasificó      | No clasificó      | No clasificó      | No clasificó      | No clasificó      |
| 1990    | No clasificó      | No clasificó      | No clasificó      | No clasificó      | No clasificó      | No clasificó      | No clasificó      | No clasificó      | No clasificó      | No clasificó      |
| 1994    | Primera fase      | 21.º              | 3                 | 0                 | 1                 | 2                 | 1                 | 4                 | –3                | Erwin Sánchez: 1  |
| 1998    | No clasificó      | No clasificó      | No clasificó      | No clasificó      | No clasificó      | No clasificó      | No clasificó      | No clasificó      | No clasificó      | No clasificó      |
| 2002    | No clasificó      | No clasificó      | No clasificó      | No clasificó      | No clasificó      | No clasificó      | No clasificó      | No clasificó      | No clasificó      | No clasificó      |
| 2006    | No clasificó      | No clasificó      | No clasificó      | No clasificó      | No clasificó      | No clasificó      | No clasificó      | No clasificó      | No clasificó      | No clasificó      |
| 2010    | No clasificó      | No clasificó      | No clasificó      | No clasificó      | No clasificó      | No clasificó      | No clasificó      | No clasificó      | No clasificó      | No clasificó      |
| 2014    | No clasificó      | No clasificó      | No clasificó      | No clasificó      | No clasificó      | No clasificó      | No clasificó      | No clasificó      | No clasificó      | No clasificó      |
| 2018    | No clasificó      | No clasificó      | No clasificó      | No clasificó      | No clasificó      | No clasificó      | No clasificó      | No clasificó      | No clasificó      | No clasificó      |
| 2022    | No clasificó      | No clasificó      | No clasificó      | No clasificó      | No clasificó      | No clasificó      | No clasificó      | No clasificó      | No clasificó      | No clasificó      |
| 2026    | Por disputarse    | Por disputarse    | Por disputarse    | Por disputarse    | Por disputarse    | Por disputarse    | Por disputarse    | Por disputarse    | Por disputarse    | Por disputarse    |
| 2030    | Por disputarse    | Por disputarse    | Por disputarse    | Por disputarse    | Por disputarse    | Por disputarse    | Por disputarse    | Por disputarse    | Por disputarse    | Por disputarse    |
| 2034    | Por disputarse    | Por disputarse    | Por disputarse    | Por disputarse    | Por disputarse    | Por disputarse    | Por disputarse    | Por disputarse    | Por disputarse    | Por disputarse    |
| Total   | 3/22              | 68.º              | 6                 | 0                 | 1                 | 5                 | 1                 | 20                | –19               | Erwin Sánchez: 1  |

### Copa América
| Año         | Ronda             | Posición          | PJ                | PG                | PE                | PP                | GF                | GC                | Goleador                                             |                   |
| ----------- | ----------------- | ----------------- | ----------------- | ----------------- | ----------------- | ----------------- | ----------------- | ----------------- | ---------------------------------------------------- | ----------------- |
| 1916 - 1925 | Sin participación | Sin participación | Sin participación | Sin participación | Sin participación | Sin participación | Sin participación | Sin participación | Sin participación                                    | Sin participación |
| 1926        | Primera ronda     | 5.º               | 4                 | 0                 | 0                 | 4                 | 2                 | 24                | Aguilar y Soto: 1                                    |                   |
| 1927        | Cuarto lugar      | 4.º               | 3                 | 0                 | 0                 | 3                 | 3                 | 19                | Bustamante: 2                                        |                   |
| 1929        | Se retiró         | Se retiró         | Se retiró         | Se retiró         | Se retiró         | Se retiró         | Se retiró         | Se retiró         | Se retiró                                            | Se retiró         |
| 1935        | Se retiró         | Se retiró         | Se retiró         | Se retiró         | Se retiró         | Se retiró         | Se retiró         | Se retiró         | Se retiró                                            | Se retiró         |
| 1937        | Se retiró         | Se retiró         | Se retiró         | Se retiró         | Se retiró         | Se retiró         | Se retiró         | Se retiró         | Se retiró                                            | Se retiró         |
| 1939        | Se retiró         | Se retiró         | Se retiró         | Se retiró         | Se retiró         | Se retiró         | Se retiró         | Se retiró         | Se retiró                                            | Se retiró         |
| 1941        | Se retiró         | Se retiró         | Se retiró         | Se retiró         | Se retiró         | Se retiró         | Se retiró         | Se retiró         | Se retiró                                            | Se retiró         |
| 1942        | Se retiró         | Se retiró         | Se retiró         | Se retiró         | Se retiró         | Se retiró         | Se retiró         | Se retiró         | Se retiró                                            | Se retiró         |
| 1945        | Primera ronda     | 6.º               | 6                 | 0                 | 2                 | 4                 | 3                 | 16                | Fernández, González, Orgaz: 1                        |                   |
| 1946        | Primera ronda     | 6.º               | 5                 | 0                 | 0                 | 5                 | 4                 | 23                | Peredo: 2                                            |                   |
| 1947        | Primera ronda     | 7.º               | 7                 | 0                 | 2                 | 5                 | 6                 | 21                | B. Gutiérrez: 2                                      |                   |
| 1949        | Cuarto lugar      | 4.º               | 7                 | 4                 | 0                 | 3                 | 13                | 24                | Víctor Agustín Ugarte: 5                             |                   |
| 1953        | Primera ronda     | 6.º               | 6                 | 1                 | 1                 | 4                 | 6                 | 15                | Víctor Agustín Ugarte: 3                             |                   |
| 1955        | Se retiró         | Se retiró         | Se retiró         | Se retiró         | Se retiró         | Se retiró         | Se retiró         | Se retiró         | Se retiró                                            | Se retiró         |
| 1956        | Se retiró         | Se retiró         | Se retiró         | Se retiró         | Se retiró         | Se retiró         | Se retiró         | Se retiró         | Se retiró                                            | Se retiró         |
| 1957        | Se retiró         | Se retiró         | Se retiró         | Se retiró         | Se retiró         | Se retiró         | Se retiró         | Se retiró         | Se retiró                                            | Se retiró         |
| 1959-I      | Primera ronda     | 7.º               | 6                 | 0                 | 1                 | 5                 | 4                 | 23                | Máximo Alcócer: 2                                    |                   |
| 1959-II     | Se retiró         | Se retiró         | Se retiró         | Se retiró         | Se retiró         | Se retiró         | Se retiró         | Se retiró         | Se retiró                                            | Se retiró         |
| 1963        | Campeón           | 1.º               | 6                 | 5                 | 1                 | 0                 | 19                | 13                | Máximo Alcócer: 5                                    |                   |
| 1967        | Primera ronda     | 6.º               | 5                 | 0                 | 1                 | 4                 | 0                 | 9                 | -                                                    |                   |
| 1975        | Primera ronda     | 8.º               | 4                 | 1                 | 0                 | 3                 | 3                 | 9                 | Ovidio Messa: 3                                      |                   |
| 1979        | Primera ronda     | 7.º               | 4                 | 2                 | 0                 | 2                 | 4                 | 7                 | Reynaldo y Aragonés: 2                               |                   |
| 1983        | Primera ronda     | 7.º               | 4                 | 0                 | 2                 | 2                 | 4                 | 6                 | Romero, Melgar, Rojas, Paniagua: 1                   |                   |
| 1987        | Primera ronda     | 7.º               | 2                 | 0                 | 1                 | 1                 | 0                 | 2                 | -                                                    |                   |
| 1989        | Primera ronda     | 9.º               | 4                 | 0                 | 2                 | 2                 | 0                 | 8                 | -                                                    |                   |
| 1991        | Primera ronda     | 9.º               | 4                 | 0                 | 2                 | 2                 | 2                 | 7                 | Suárez y Sánchez: 1                                  |                   |
| 1993        | Primera ronda     | 10.º              | 3                 | 0                 | 2                 | 1                 | 1                 | 2                 | Marco Etcheverry: 1                                  |                   |
| 1995        | Cuartos de final  | 8.º               | 4                 | 1                 | 1                 | 2                 | 5                 | 6                 | Angola, Etcheverry, Mercado, Ramos, Sánchez Frías: 1 |                   |
| 1997        | Subcampeón        | 2.º               | 6                 | 5                 | 0                 | 1                 | 10                | 5                 | Erwin Sánchez: 3                                     |                   |
| 1999        | Primera ronda     | 9.º               | 3                 | 0                 | 2                 | 1                 | 1                 | 2                 | Erwin Sánchez: 1                                     |                   |
| 2001        | Primera ronda     | 11.º              | 3                 | 0                 | 0                 | 3                 | 0                 | 7                 | -                                                    |                   |
| 2004        | Primera ronda     | 9.º               | 3                 | 0                 | 2                 | 1                 | 3                 | 4                 | Botero, Álvarez y Galindo                            |                   |
| 2007        | Primera ronda     | 10.º              | 3                 | 0                 | 2                 | 1                 | 4                 | 5                 | Jaime Moreno: 2                                      |                   |
| 2011        | Primera ronda     | 11.º              | 3                 | 0                 | 1                 | 2                 | 1                 | 5                 | Edivaldo Rojas: 1                                    |                   |
| 2015        | Cuartos de final  | 8.º               | 4                 | 1                 | 1                 | 2                 | 4                 | 10                | Marcelo Moreno Martins: 2                            |                   |
| 2016        | Primera ronda     | 14.º              | 3                 | 0                 | 0                 | 3                 | 2                 | 7                 | Juan Carlos Arce, Jhasmani Campos: 1                 |                   |
| 2019        | Primera ronda     | 12.º              | 3                 | 0                 | 0                 | 3                 | 2                 | 9                 | Marcelo Martins y Leonel Justiniano: 1               |                   |
| 2021        | Primera ronda     | 10.º              | 4                 | 0                 | 0                 | 4                 | 2                 | 10                | Erwin Saavedra: 2                                    |                   |
| 2024        | Primera ronda     | 16.º              | 3                 | 0                 | 0                 | 3                 | 1                 | 10                | Bruno Miranda: 1                                     |                   |
| 2028        | Por disputarse    | Por disputarse    | Por disputarse    | Por disputarse    | Por disputarse    | Por disputarse    | Por disputarse    | Por disputarse    | Por disputarse                                       |                   |
| Total       | 29/48             | 8.º               | 122               | 20                | 26                | 76                | 109               | 308               | Víctor Agustín Ugarte: 11                            |                   |

- En negrita los goleadores del torneo.

El borde rojo indica los torneos donde Bolivia fue local.

### Copa FIFA Confederaciones
| Edición | Resultado    | Posición     | PJ           | PG           | PE           | PP           | GF           | GC           | Dif.         | Goleador                   |
| ------- | ------------ | ------------ | ------------ | ------------ | ------------ | ------------ | ------------ | ------------ | ------------ | -------------------------- |
| 1992    | No clasificó | No clasificó | No clasificó | No clasificó | No clasificó | No clasificó | No clasificó | No clasificó | No clasificó | No clasificó               |
| 1995    | No clasificó | No clasificó | No clasificó | No clasificó | No clasificó | No clasificó | No clasificó | No clasificó | No clasificó | No clasificó               |
| 1997    | No clasificó | No clasificó | No clasificó | No clasificó | No clasificó | No clasificó | No clasificó | No clasificó | No clasificó | No clasificó               |
| 1999    | Primera fase | 6.º          | 3            | 0            | 2            | 1            | 2            | 3            | –1           | Gutiérrez, Renny Ribera: 1 |
| 2001    | No clasificó | No clasificó | No clasificó | No clasificó | No clasificó | No clasificó | No clasificó | No clasificó | No clasificó | No clasificó               |
| 2003    | No clasificó | No clasificó | No clasificó | No clasificó | No clasificó | No clasificó | No clasificó | No clasificó | No clasificó | No clasificó               |
| 2005    | No clasificó | No clasificó | No clasificó | No clasificó | No clasificó | No clasificó | No clasificó | No clasificó | No clasificó | No clasificó               |
| 2009    | No clasificó | No clasificó | No clasificó | No clasificó | No clasificó | No clasificó | No clasificó | No clasificó | No clasificó | No clasificó               |
| 2013    | No clasificó | No clasificó | No clasificó | No clasificó | No clasificó | No clasificó | No clasificó | No clasificó | No clasificó | No clasificó               |
| 2017    | No clasificó | No clasificó | No clasificó | No clasificó | No clasificó | No clasificó | No clasificó | No clasificó | No clasificó | No clasificó               |
| Total   | 1/10         | 27.º         | 3            | 0            | 2            | 1            | 2            | 3            | –1           | Gutiérrez, Renny Ribera: 1 |

## Derechos de transmisión
Luego de la crisis económica por la pandemia del COVID-19, la Federación Boliviana de Fútbol decidió no renovar el contrato que tenía con Mediapro por un total de doce millones de dólares estadounidenses y que finaliza el 2022. Varios compradores potenciales, en 2020, y antes de finalizar el contrato, mostraron interés, como ESPN, WarnerMedia Latin America, Unitel, Telecel, Sport TV Rights, GOL TV, Fecotel, Ceo Nexus, Comteco, Entel, entre otros.
A pesar de que la telefónica Telecel adquirió por 48.6 millones de dólares los derechos de la primera división de Bolivia, aún siguen en licitación los partidos de la selección boliviana de fútbol con la misma Tigo, una empresa árabe y una multinacional estadounidense.

## Palmarés

### Selección absoluta

#### Torneos oficiales (1)
| Competición  | Campeón  | Segundo lugar      | Tercer lugar       | Cuarto lugar       |
| ------------ | -------- | ------------------ | ------------------ | ------------------ |
| Copa América | 1 (1963) | 1 (1997)           | -                  | 2 (1927, 1949)     |
| Total        | 1 título | Selección absoluta | Selección absoluta | Selección absoluta |

### Cronología de los títulos
| Sede    | Torneo       | Año  | N.º |
| ------- | ------------ | ---- | --- |
| Bolivia | Copa América | 1963 | 1.º |

#### Torneo amistosos
- Copa Paz del Chaco (3): 1957, 1962 y 1993.
- | Copa Mariscal Sucre (1): 1973.
- Subcampeón de la Copa Paz del Chaco (8): 1963, 1977, 1979, 1980, 1991, 1995, 2003 y 2011.
- Subcampeón de la Copa Cornelio Saavedra (1): 1975.
- Subcampeón de la Copa Amistad (1): 2015.

### Selección sub-23
| Competición                            | Campeón | Segundo lugar | Tercer lugar | Cuarto lugar |
| -------------------------------------- | ------- | ------------- | ------------ | ------------ |
| Torneo Preolímpico Sudamericano Sub-23 | -       | -             | 1 (1987)     | -            |

### Selección sub-20
| Competición                    | Campeón | Segundo lugar | Tercer lugar   | Cuarto lugar   |
| ------------------------------ | ------- | ------------- | -------------- | -------------- |
| Juegos Suramericanos           | -       | -             | 2 (1978, 2010) | -              |
| Campeonato Sudamericano Sub-20 | -       | -             | -              | 2 (1981, 1983) |

### Selección sub-17

#### Torneos oficiales (3)
| Competición                    | Campeón        | Segundo lugar | Tercer lugar | Cuarto lugar |
| ------------------------------ | -------------- | ------------- | ------------ | ------------ |
| Juegos Bolivarianos            | 2 (1993, 2009) | -             | -            | -            |
| Campeonato Sudamericano Sub-17 | 1 (1986)       | -             | -            | -            |
| Juegos Suramericanos           | -              | -             | 1 (2010)     | -            |
| Juegos Panamericanos           | -              | -             | -            | 1 2007       |

### Selección sub-15

#### Torneos oficiales (1)
| Competición                     | Campeón  | Segundo lugar | Tercer lugar | Cuarto lugar |
| ------------------------------- | -------- | ------------- | ------------ | ------------ |
| Juegos Olímpicos de la Juventud | 1 (2010) | -             | -            | -            |
| Campeonato Sudamericano Sub-15  | -        | -             | -            | 1 (2005)     |